# Armando Guadiana Tijerina
Santana Armando Guadiana Tijerina (Múzquiz, Coahuila; 2 de marzo de 1946-Monterrey, Nuevo León; 26 de diciembre de 2023) fue un ingeniero civil, empresario y político mexicano, miembro del partido Morena.

## Carrera
Fue Ingeniero Civil y tenía una Maestría en Ciencias, con especialidad en Investigación de Operaciones, ambos títulos los obtuvo en el Instituto Tecnológico y de Estudios Superiores de Monterrey (ITESM)
Fue miembro de la Asociación de Ingenieros de Minas, Metalurgistas y Geólogos de México, A.C., Consejero de la Cámara Minera de México desde 1996 a la fecha.Asimismo fue senador y empresario; entre sus empresas estaba la comercialización de carbón.
Dentro de sus actividades políticas se desempeñó como director general de Catastro del Estado de Coahuila de 1971 a 1973 y fue diputado local por el X Distrito de Coahuila, Región Carbonífera de 1973 a 1976.  
Fue presidente del Club de Béisbol Saraperos de Saltillo por más de 10 años y formó parte de la directiva del Equipo de Fútbol Panteras de Saltillo. Adicionalmente, también se involucró en diversas actividades de carácter social en colaboración con el Club de Leones, entre otras organizaciones de servicio a la comunidad.
En 2017 compitió como candidato del Movimiento de Regeneración Nacional a gobernador de Coahuila en el marco de las Elecciones estatales de Coahuila de 2017 perdiendo frente a Miguel Riquelme del Partido Revolucionario Institucional, quedando en tercer lugar con el  11.99% de los votos. 
Fue candidato a Senador por MORENA en 2018 por el estado de Coahuila y logró su escaño con 510 mil votos, siendo presidente de la Comisión de Energía.
Fue candidato a la Alcaldía de Saltillo por el partido MORENA en las Elecciones Estatales de Coahuila de 2021 quedando en segundo lugar con 115,191 votos.
Regresó a sus funciones como senador en junio de 2021.
El 12 de diciembre, Mario Delgado, Presidente Nacional de MORENA, anunció que Guadiana Tijerina ganó la encuesta para determinar al candidato a la gubernatura por el Estado de Coahuila, iniciando su precampaña el 13 de enero del siguiente año.  El 4 de junio de 2023 perdería las elecciones a gobernador quedando en segundo lugar logrando solamente el 20% de las votaciones según el conteo rápido.

### Controversias
En 1993 Armando Guadiana estuvo preso en el penal de Topo Chico por un adeudo fiscal derivado de una acusación por fraude y falsificación de documentos, iniciada por el Banco Nacional de Crédito Exterior (Bancomext). Él mismo informó que algunas de sus empresas sufrieron reveses económicos y tuvieron que recurrir a la ley de suspensión de pagos, por lo cual fue detenido y presentado ante las autoridades.
Su nombre estaba mencionado en los Pandora Papers, como fundador un fideicomiso que resguarda 50,000 acciones de una empresa ubicada en las Islas Vírgenes Británicas parte de una red que utiliza paraísos fiscales para esconder fortunas no declaradas.
En 2012, la Fiscalía General de la República inició una carpeta de investigación por operaciones con recursos de procedencia ilícita, falsificación de moneda y delincuencia organizada en contra de Armando Guadiana, su familia y una de sus empresas, misma que a la fecha se encuentra activa.
Durante su papel como senador y siendo miembro de la Comisión de Energía se vio en vuelto en controversias por impulsar el uso de carbón para generación de energía en detrimento a energías más limpias y económicas.
En 2020, una investigación reveló que cuatro empresas del entonces senador figuraban como proveedoras de la Comisión Federal de Electricidad, con lo que Guadiana ganaría al menos 57.9 millones de pesos si se llegaran a contratar las empresas.

### Muerte
Perdió la vida el martes 26 de diciembre de 2023 a causa del cáncer de próstata que padecía, mientras se encontraba ingresado en un hospital de Monterrey, Nuevo León.